# Petidinski međuprodukt B
Petidinski međuprodukt B, vrsta psihoaktivne droge. Uvršten je u Hrvatskoj na temelju Zakona o suzbijanju zlouporabe droga na Popis droga, psihotropnih tvari i biljaka iz kojih se može dobiti droga te tvari koje se mogu uporabiti za izradu droga, pod Popis droga i biljaka iz kojih se može dobiti droga, pod Droge sukladno Popisu 1. Jedinstvene konvencije UN-a o drogama iz 1961. godine. Međuprodukt petidina. Kemijsko ime je etilni ester 4-fenilpiperidin-4-karboksilne kiseline.